# The Nashville Teens
The Nashville Teens, brittisk rock och british invasion-grupp bildad 1962 i Surrey, England. Originalmedlammarna var Art Sharp och Ray Phillips (sång), John Hawken (piano), Pete Shannon (basgitarr), Michael Dunford (gitarr) och Roger Groom (trummor). De hade skivkontrakt på Decca.
Gruppen är mest känd för låten "Tobacco Road" från 1964. Det var gruppens debutsingel och den nådde sjätte plats på UK Singles Chart och #14 på Billboard Hot 100 i USA. Den var skriven av John D. Loudermilk. Även nästa singel "Google Eye" skrevs av Loudermilk och blev en mindre brittisk hit. De lyckades dock inte hålla populariteten vid liv och efter singlarna "Find My Way Back Home" och "This Little Bird" som båda kort nådde Topp 40-placering i England var tiden på listorna förbi. Gruppen upplöstes 1973. Ray Phillips har dock som enda originalmedlem uppträtt under gruppnamnet sedan 1980.

## Bandmedlemmar
Nuvarande medlemmar
- Ray Phillips (född Ramon John Phillips 16 januari 1939 i Cardiff, Wales) – sång, basgitarr (1962–73; 1980–)
- Ken Osborn – gitarr (?–)
- Colin Pattenden – bas, sång (?–)
- Simon Spratley – keyboard (?–)
- Adrian Metcalfe – trummor (1980–)

Tidigare medlemmar
- Derek Gentle – sång (1962) (död 1963)
- Arthur Sharp (född Arthur Sharp 26 maj 1941 i Woking, Surrey, England) – gitarr, sång (1962–1972)
- Trevor Williams – sång, basgitarr (1972–1973)
- Terry Crowe (född Terence Crowe 1941 i Woking, Surrey, död) – sång (1963)
- Mick Dunford (född Michael Dunford 8 juli 1944 i Addlestone, Surrey, död 20 november 2012 i Surrey) – gitarr (1962–1963)
- John Allen (född John Samuel Allen 23 april 1945 i St Albans, Hertfordshire, England) – gitarr (1963–1969)
- Len Tuckey – gitarr (1969–1973)
- Peter Agate – gitarr (1980–?)
- Pete Shannon Harris (född 23 augusti 1941 i Antrim, Nordirland) – basgitarr, gitarr (1962–1966)
- Neil Korner – basgitarr (1966–1969)
- Roger Dean – basgitarr (1969–1973)
- Len Surtees – basgitarr (1980–?)
- John Hawken – keyboard (1962–1968)
- Dave Maine – trummor (1962)
- Roger Groome – trummor (1962–1963, 1966–1973)
- Barry Jenkins – trummor (1963–1966)

## Diskografi (urval)
Studioalbum
- Tobacco Road (1964)
- Nashville Teen (1972)

Samlingsalbum
- The Best of the Nashville Teens 1964-1969 (1993)
- Tobacco Road (2000)
- Rockin’ Back To Tobacco Road (2007)

Singlar (topp 100 på UK Singles Chart)
- "Tobacco Road" / "I Like It Like That" (1964) (#6)
- "Google Eye" / "T.N.T." (1964) (#10)
- "Find My Way Back Home" / "Devil In Law" (1965) (#34)
- "The Little Bird" / "Whatcha Gonna Do" (1965) (#38)
- "The Hard Way" / "Upside Down" (1966) (#45)